# Primera generació de computadores

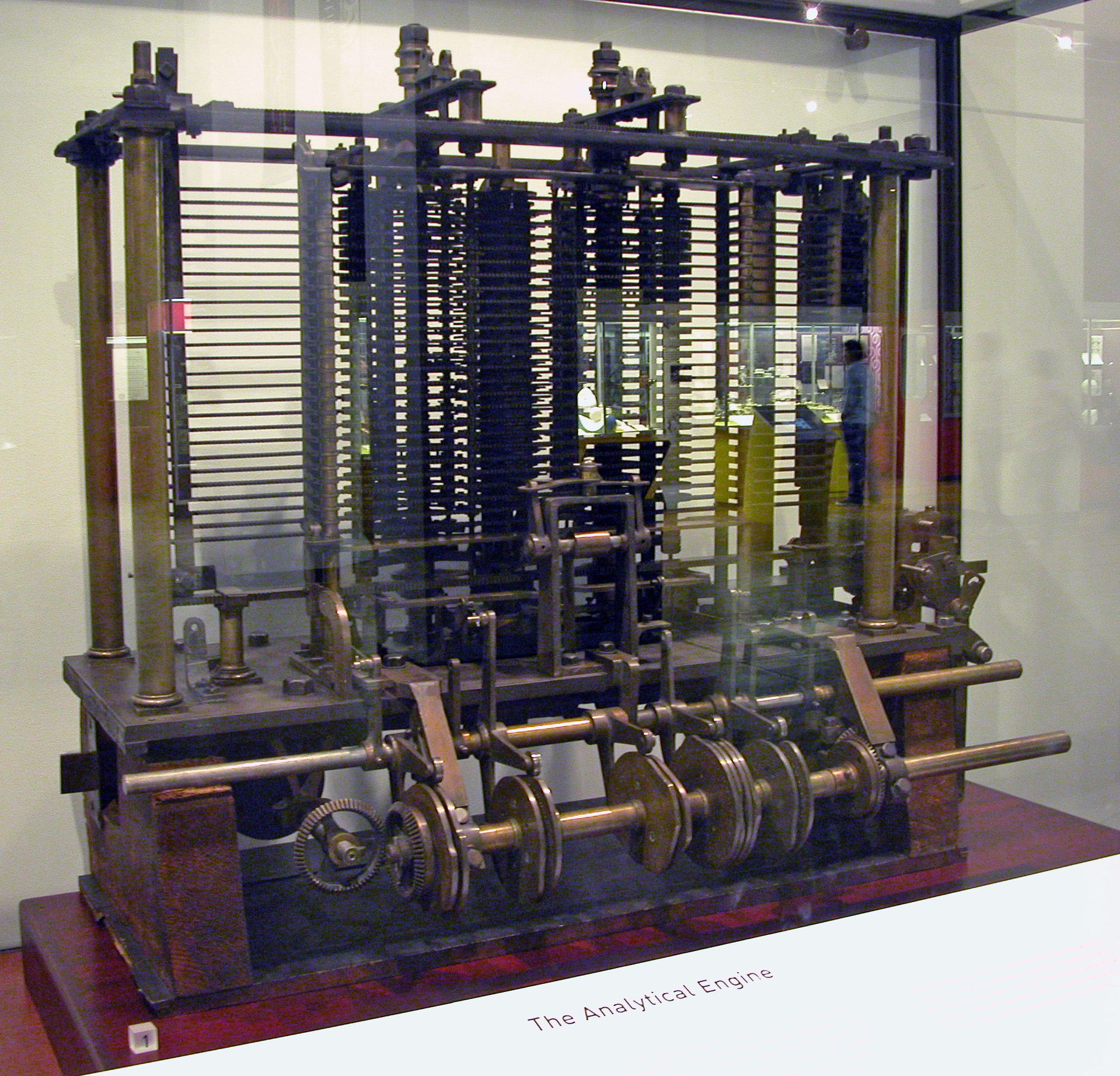
Màquina Analítica de Babbage, mecànica i programable.

La primera generació de computadores abasta des de l'any 1940 fins a l'any 1952, encara que realment aquestes dates són per les màquines comercials, ja que el Zuse Z1 de 1938 és considerat com el primer ordinador mecànic. També hi ha antecedents amb base mecànica ja des del segle xix. (Charles Babbage i Ada Lovelace, Màquina Analítica). Inclou les primeres màquines electromecàniques el component principal de les quals era el relé i la cinta perforada, que van ser reemplaçades ràpidament pels vàlvules de buit i posteriorment per transistors.
Estaven construïdes amb relés o electrònica distreta cablejada manualment i es programaven en llenguatge màquina.
Un programa és un conjunt d'instruccions perquè la màquina efectuï alguna tasca, i el llenguatge més simple en el qual pot especificar-se un programa es diu llenguatge màquina (perquè el programa ha d'escriure's mitjançant algun conjunt de codis binaris). Sinopsi de la primera generació de computadores i els seus antecessors:

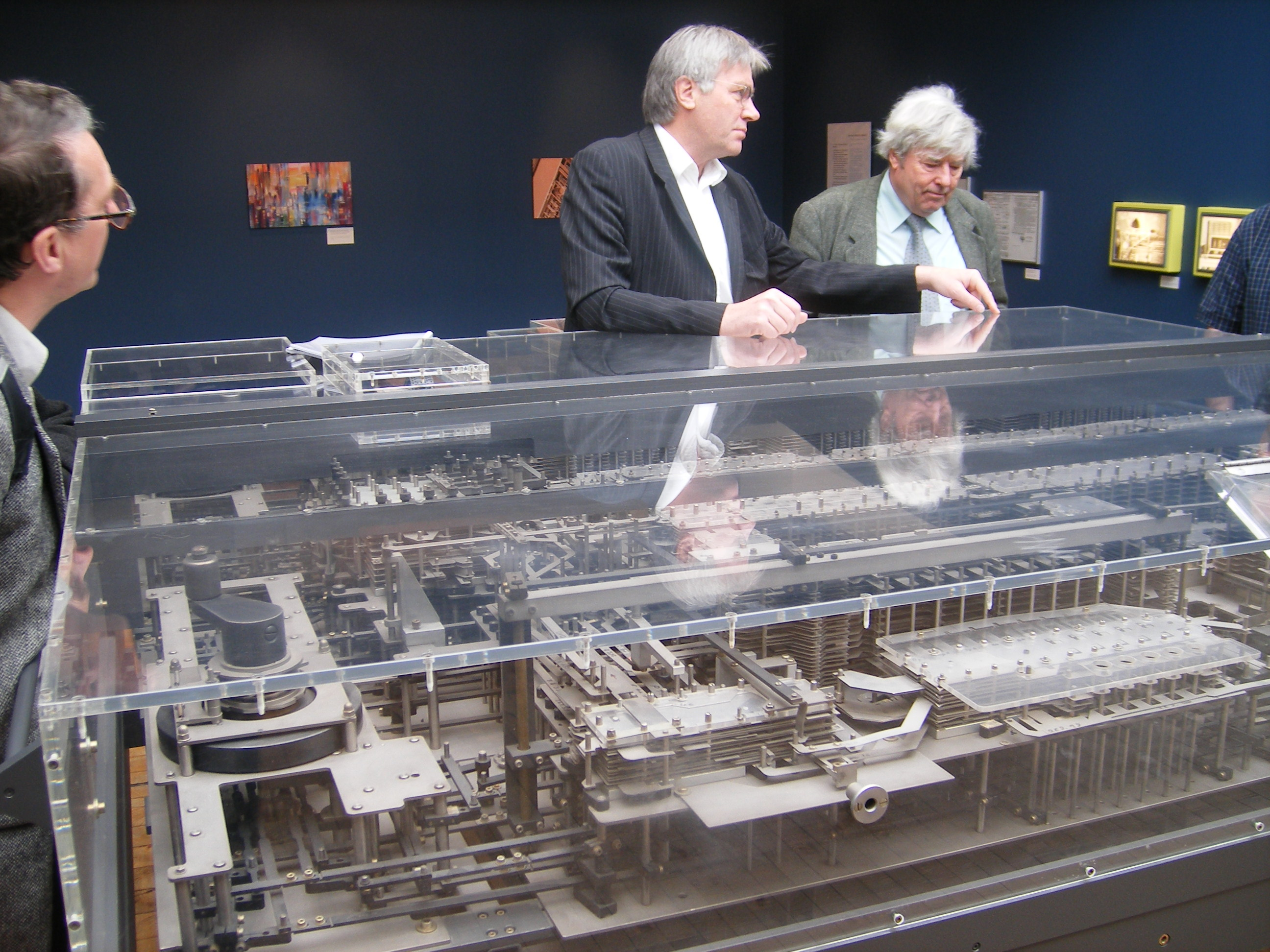
Zuse Z1, reproducció. Electromecànica i programable

- 1938 el Z1 primera màquina totalment electromecànica, els components mecànics donaven bastants problemes. Les Z van ser fabricades per l'alemany Konrad Zuse, el treball del qual va ser menyspreat per haver-se produït a Alemanya durant la Segona Guerra Mundial.[2]
- 1939 el Z2, per millorar va usar per primera vegada relés, va ser una màquina intermèdia entre la Z1 i la Z3.
- 1941 el Z3, primera màquina completament operativa usant relés.

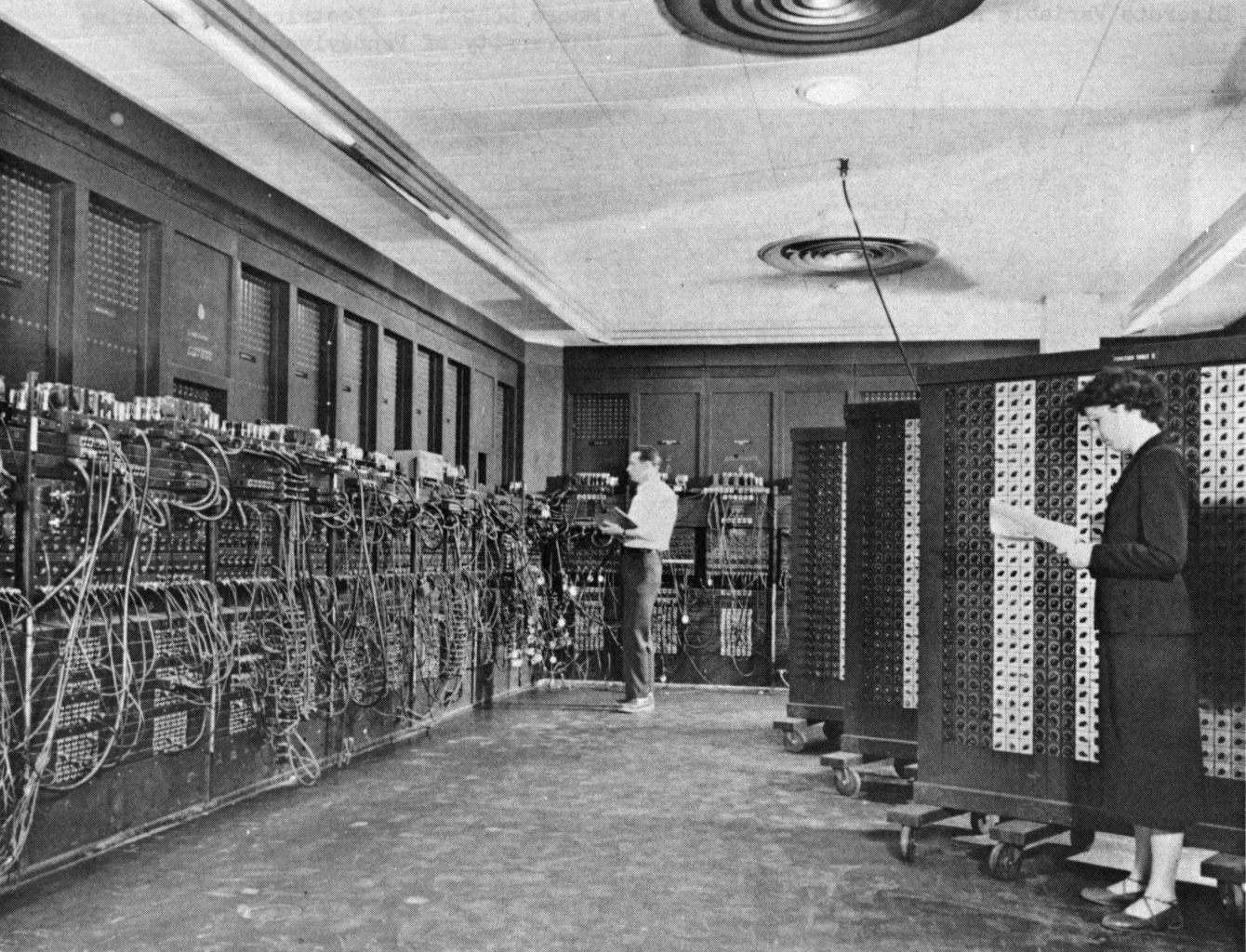
ENIAC, Electrònica per vàlvules de Buit i programable

- ENIAC, Electrònica per vàlvules de Buit i programable1944 ENIAC. Considerada fins fa uns anys com la primera computadora digital electrònica en la història.[3] No va ser un model de producció, sinó una màquina experimental. Tampoc era programable en el sentit actual. Es tractava d'un enorme aparell que ocupava tot un soterrani a la universitat (167 m2). Construïda amb 18.000 tubs de buit i 5 milions de punts de soldadura fets a ma, consumia 150 kW de potència elèctrica i pesava 27 tones. Era capaç d'efectuar cinc mil sumes per segon. Va ser feta per un equip d'enginyers i científics encapçalats pels doctors John Mauchly i J. Presper Eckert i un bon equip de programadores de la universitat de Pennsilvània, als Estats Units.
- 1945 el Z4 va ser completat i redissenyat completament després de perdre's els plànols i peces de les anteriors Z durant els bombardejos aliats de Berlín. Va ser la primera màquina a ser venuda comercialment el 1950.
- 1949 EDVAC. Segona computadora programable. També va ser un prototip de laboratori, però ja incloïa en el seu disseny les idees centrals que conformen les computadores actuals.
- 1951 UNIVAC I. Considerada la primera computadora comercial a ser venuda, encara que se li va avançar la britànica Feranti Mark I per uns mesos, i mai es va tenir en compte la Z4 que es va avançar gairebé un any. Els doctors Mauchly i Eckert van fundar la companyia Universal Computer (Univac), i el seu primer producte va ser aquesta màquina. El primer client va ser l'Oficina del Cens dels Estats Units.
- 1953 Brainiac/Geniac (Brain Imitating Computer / Genius Almost-Automatic computer, Desenvolupat conjuntament per Edmund C. Berkeley i Oliver Gardfield, encara que els treballs van continuar en dos projectes separats i amb disputes per les patents). Van començar amb la Intel·ligència Artificial i el concepte ordinador personal. Aconseguint una màquina que jugava a les Dames (1958). Per introduir les dades, aquests equips usaven targetes perforades, que havien estat inventades en els anys de la revolució industrial (darreria del segle xviii) pel francès Joseph Marie Jacquard i perfeccionades pel nord-americà Herman Hollerith en 1890.

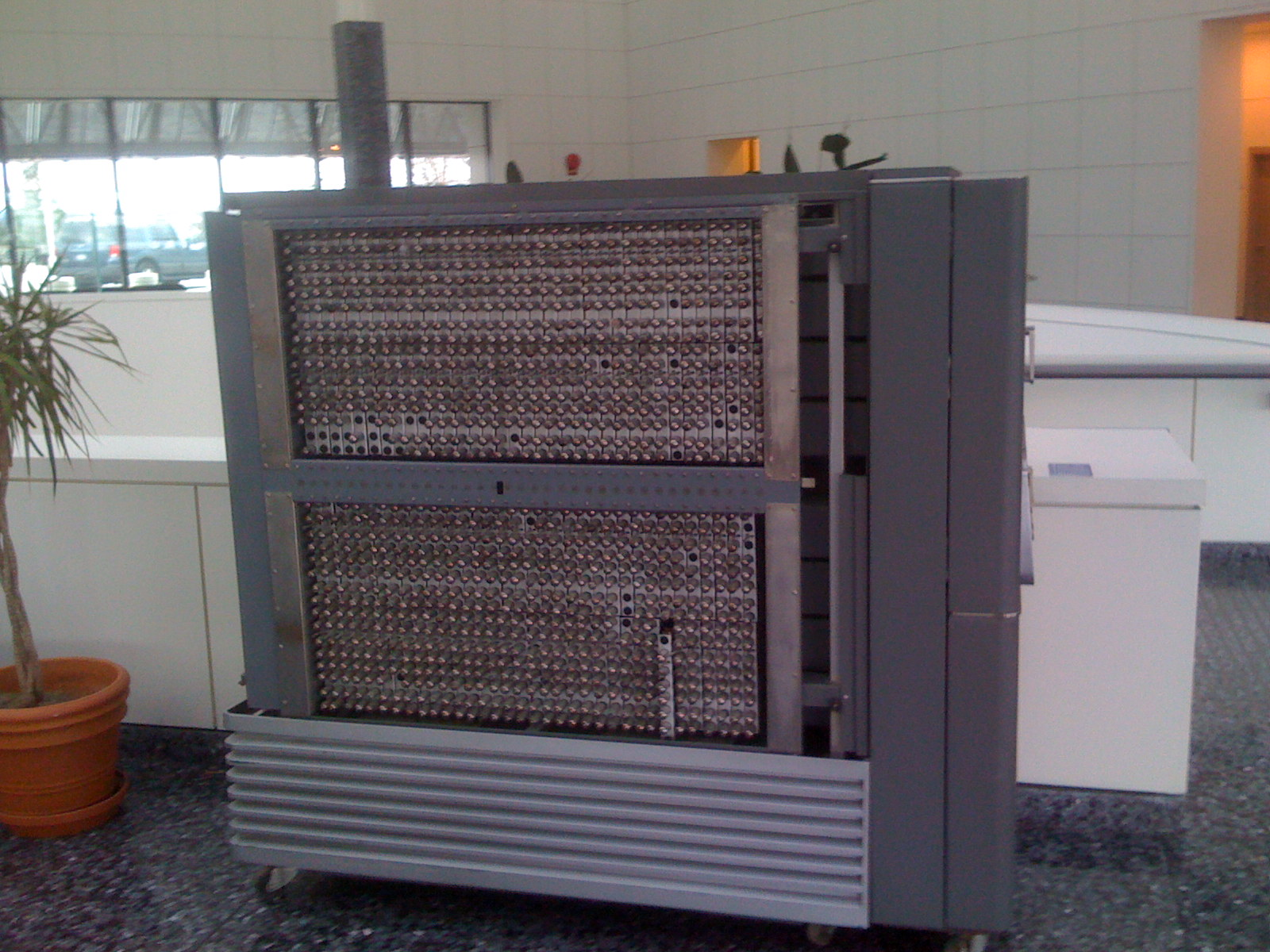
Quadre elèctric d'una IBM 701.

1954 - IBM 701 va ser la primera d'una llarga sèrie de computadores d'aquesta companyia, que després es convertiria en la número u, pel seu volum de vendes. IBM va continuar amb altres models, que incorporaven un mecanisme d'emmagatzematge massiu anomenat tambor magnètic, que amb els anys evolucionaria i es convertiria en el disc magnètic.
- 1955 - Zuse Z22. La primera computadora de Konrad Zuse aprofitant les vàlvules de buit.

## La vàlvula de buit i les computadores
Article principal: Vàlvula de buit

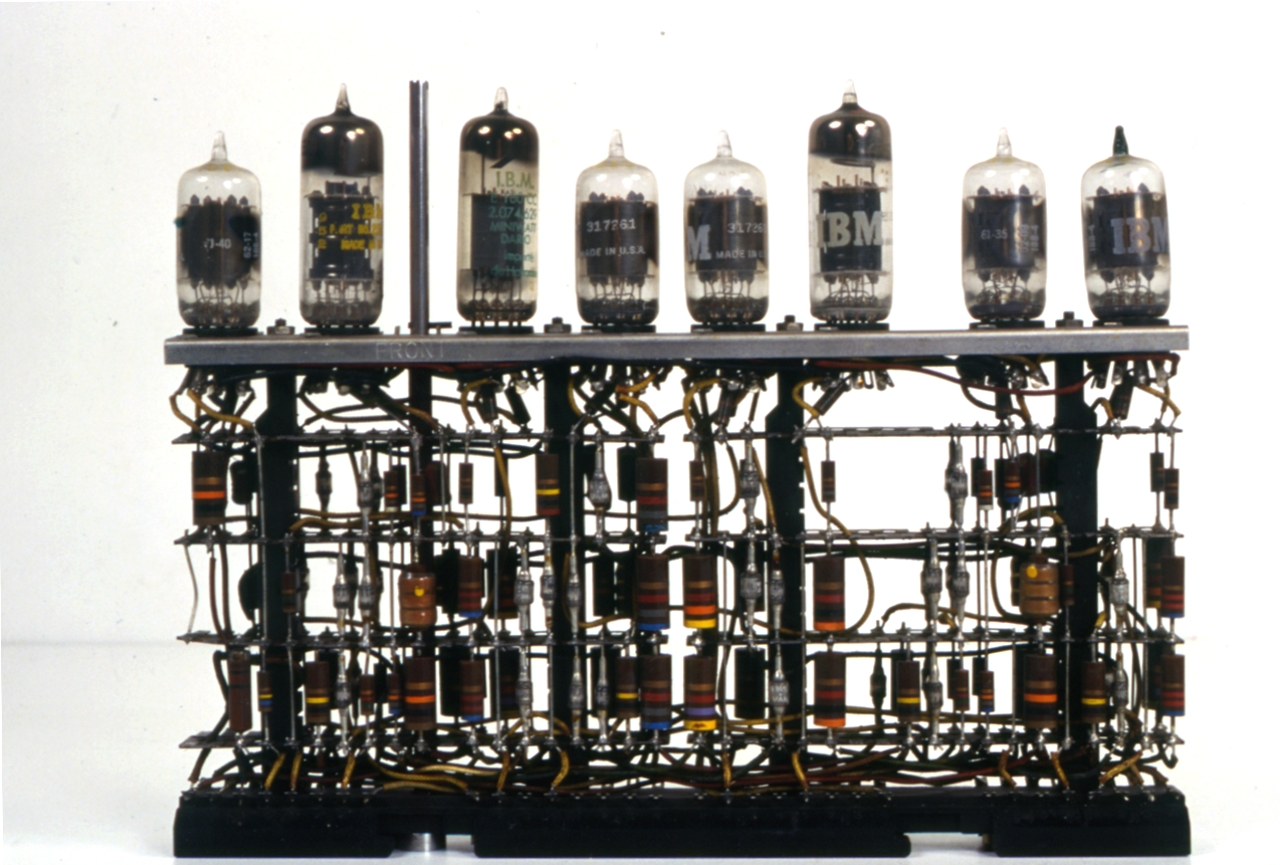
Modul de circuit a Vàlvules d'una IBM 701

L'era de la computació moderna va començar amb l'empenta del desenvolupament d'abans i durant la Segona Guerra Mundial, com els circuits electrònics, relés, condensadors i tubs de buit que van reemplaçar els equivalents mecànics i els càlculs digitals van reemplaçar els càlculs analògics.
Les computadores que es van dissenyar i construir llavors es denominen de vegades "primera generació" de computadores. La primera generació de computadores eren usualment construïdes a mà usant circuits que contenien relés i tubs de buit, i sovint van usar targetes perforades (punched cards) o cinta de paper perforat (punched paper tapi) per a l'entrada de dades [input] i com a mitjà d'emmagatzematge principal (no volàtil). L'emmagatzematge temporal va ser proporcionat per les línies de retard acústiques (que usa la propagació de temps de so en un mitjà tal com filferro per emmagatzemar dades) o pels tubs de William (que usen l'habilitat d'un tub de televisió per guardar i recuperar dades).
Al llarg de 1943, la memòria de nucli magnètic estava desplaçant ràpidament a la majoria de les altres formes d'emmagatzematge temporal, i va dominar en aquest camp a mitjan dècada de 1970.

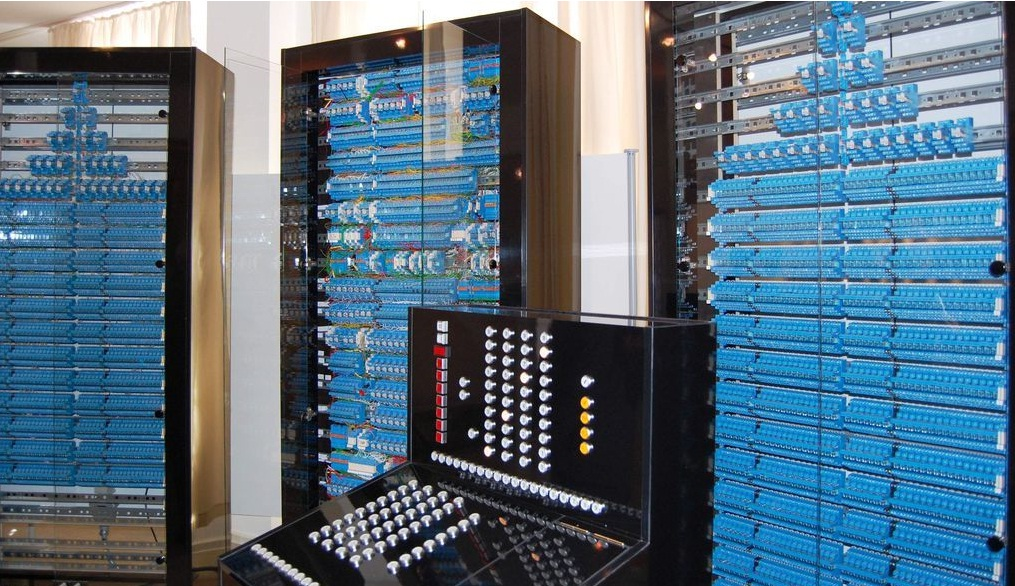
Zuse Z3 amb els quadres de relès Telefonics (elements Blaus)

En 1936 Konrad Zuse va començar la construcció de la primera serie Z, calculadores que ofereixen memòria (inicialment limitada) i programabilitat. Les Zuses purament mecàniques, però ja binàries, la Z1 acabada el 1938 mai va funcionar fiablement a causa dels problemes amb la precisió de les peces. En 1937, Claude Shannon va fer la seva tesi de màster en MIT que va implementar àlgebra booleana usant relés electrònics i interruptors per primera vegada en la història. Titulada "Una Anàlisi Simbòlica de Circuits de Relés i Interruptors" (A Symbolic Analysis of Relay and Switching Circuits), la tesi de Shannon, essencialment, va fundar el disseny de circuits digitals pràctics.

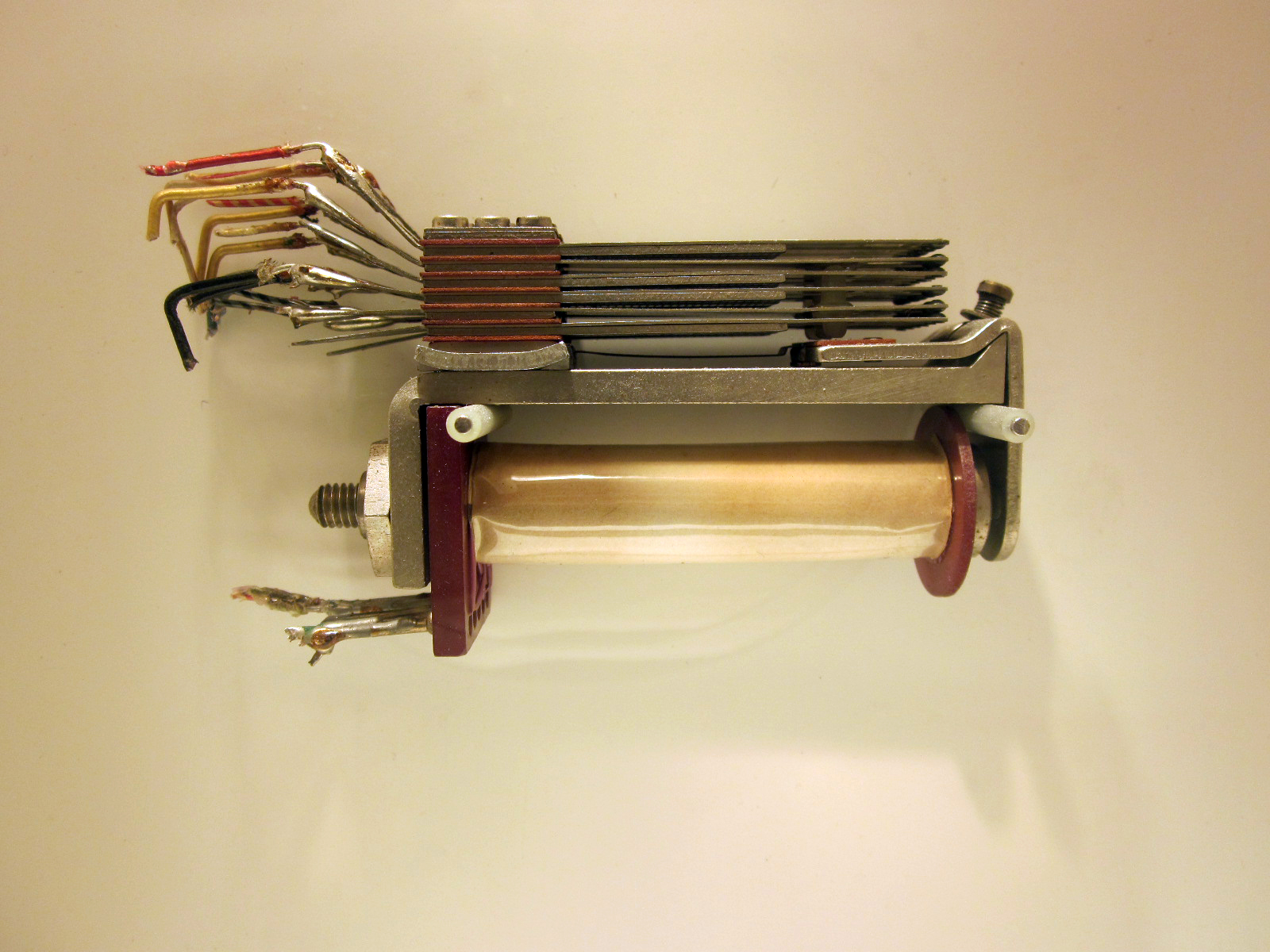
Memòria Electromagnètica (Relés) usats per Zuse durant 1940-1950

La següent màquina de Zuse, la Z3, va ser acabada el 1941. Estava basada en relés de telèfon i va treballar satisfactòriament. Així, la Z3 va ser la primera computadora funcional controlada mitjançant programes. En moltes de les seves característiques era bastant similar a les màquines modernes, oferint nombrosos avanços, tals com l'ús de l'aritmètica binària i nombres de coma flotant. El dur treball de reemplaçar el sistema decimal (utilitzat en el primer disseny de Charles Babbage) pel sistema binari, més simple, va significar que les màquines de Zuse fossin més fàcils de construir i potencialment més fiables, donades les tecnologies disponibles en aquest moment.
Aquest fet, sol ser pres com la principal raó per la qual Zuse va tenir èxit on Babbage va fallar; no obstant això, encara que la majoria de les màquines de propòsit general de l'actualitat continuen executant instruccions binàries, l'aritmètica decimal és encara essencial per a aplicacions comercials, financeres, científiques i d'entreteniment, i el maquinari de coma flotant decimal està sent agregat en els dispositius actuals (el sistema binari continua sent usat per a adreçament en gairebé totes les màquines) com un suport al maquinari binari.
Es van fer programes per a les Z3 en cintes perforades. Els salts condicionals eren estranys, però des dels 1990s els puristes teòrics deien que la Z3 era encara una computadora universal (ignorant les seves limitacions de grandària d'emmagatzematge físiques). En dues patents de 1937, Konrad Zuse també va anticipar que les instruccions de màquina podien ser emmagatzemades en el mateix tipus d'emmagatzematge utilitzat per les dades –la clau de la visió que va ser coneguda com l'arquitectura de von Neumann i va ser la primera implementada en el disseny Britànic EDSAC (1949) més tard–.

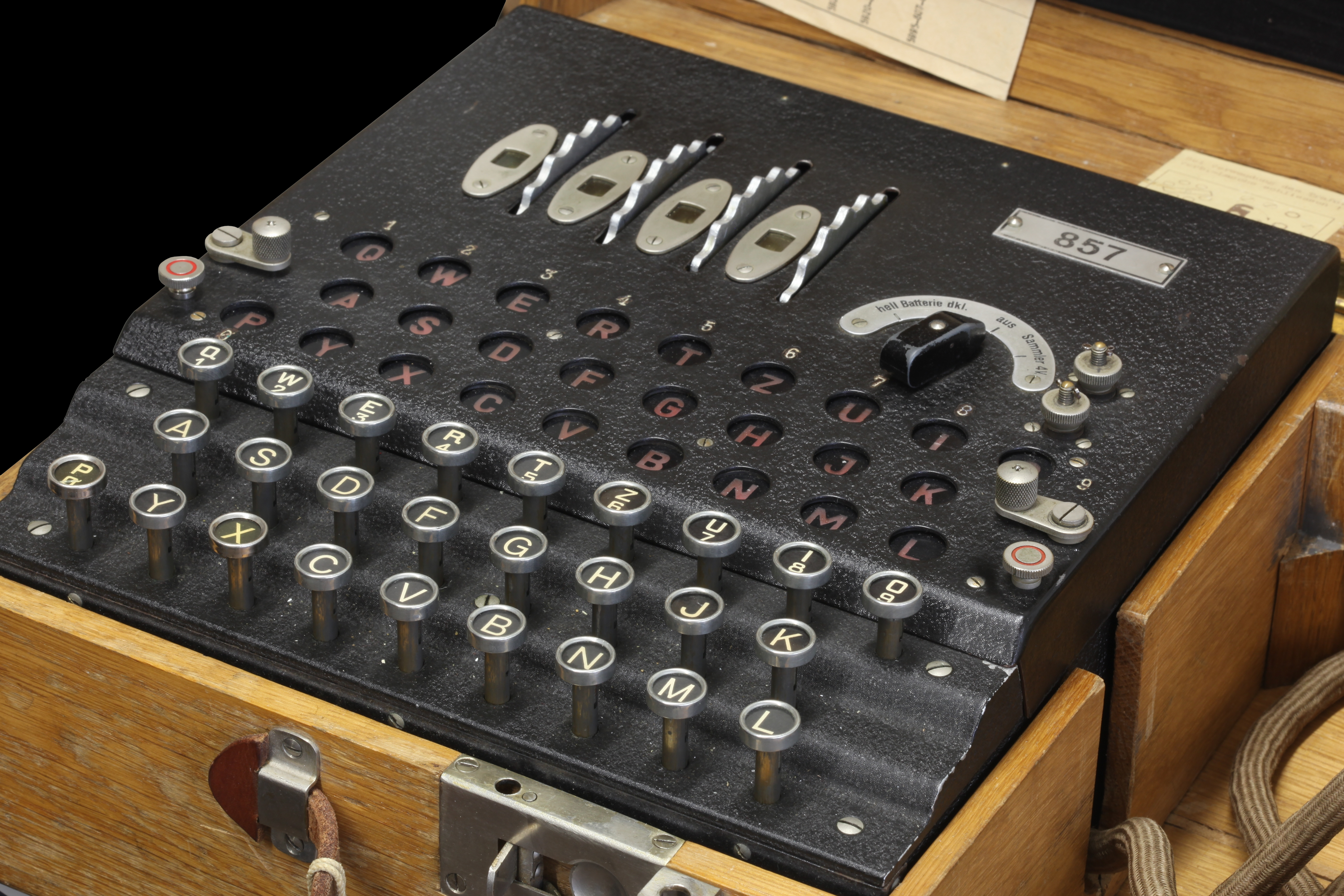
Maquina enigma (Criptogràfica, electromecànica)

Zuse també va dissenyar el primer llenguatge de programació d'alt nivell Plankalkül el 1945, encara que mai es va publicar formalment fins a 1971, i va ser implementat la primera vegada en el 2000 per la Universitat de Berlín, cinc anys després de la mort de Zuse.
Zuse va sofrir reculades dramàtiques i va perdre molts anys durant la Segona Guerra Mundial quan els bombarders britànics o nord-americans van destruir les seves primeres màquines. Pel que sembla el seu treball va romandre llargament desconegut per als enginyers del Regne Unit i dels Estats Units. Així i tot, IBM era conscient d'això i va finançar la seva companyia a inicis de la post-guerra el 1946, per obtenir drets sobre les patents de Zuse.
En 1940, va ser completada la Calculadora de Nombre complex (Bell Labs, George Stibitz, Complex Number Computer, una calculadora per a càlculs d'aritmètica complexa basada en relés). Va ser la primera màquina que es va usar remotament via línia telefònica, entrant les dades en una mena de teletip modificat. En 1938, John Vincent Atanasoff i Clifford I. Berry de la Universitat de l'Estat d'Iowa van desenvolupar l'Atanasoff Berry Computer (ABC) una computadora de propòsit especial per resoldre sistemes d'equacions lineals, i que feia servir condensadors muntats mecànicament en un tambor rotatori com a memòria. La màquina ABC no era programable, encara que es considera una computadora en el sentit modern en diversos altres aspectes.
Durant la Segona Guerra Mundial, els britànics van fer esforços significatius al Government Code and Cypher School situat Bletchley Park per desxifrar les comunicacions militars alemanyes. El sistema de xifrat alemany (Enigma), va ser desxifrat amb l'ajut del Bombe criptogràfiques (dissenyades com a bombes criptogràfiques electromecàniques programables) que van ajudar a trobar les claus de la Enigma, després que d'altres tècniques van tenir pobres resultats. Els alemanys també van desenvolupar una sèrie de sistemes cypher (anomenades Fish cyphers pels britànics i Lorenz cypers pels alemanys) que eren bastant diferents de l'Enigma. Com a contra atac, el professor Max Newman i els seus col·legues (incloent Alan Turing) van construir el Colossus. El Mark I Colossus va ser construït en un termini molt breu per Tommy Flowers en la Post Office Research Station en Dollis Hill a Londres i enviada a Bletchley Park.

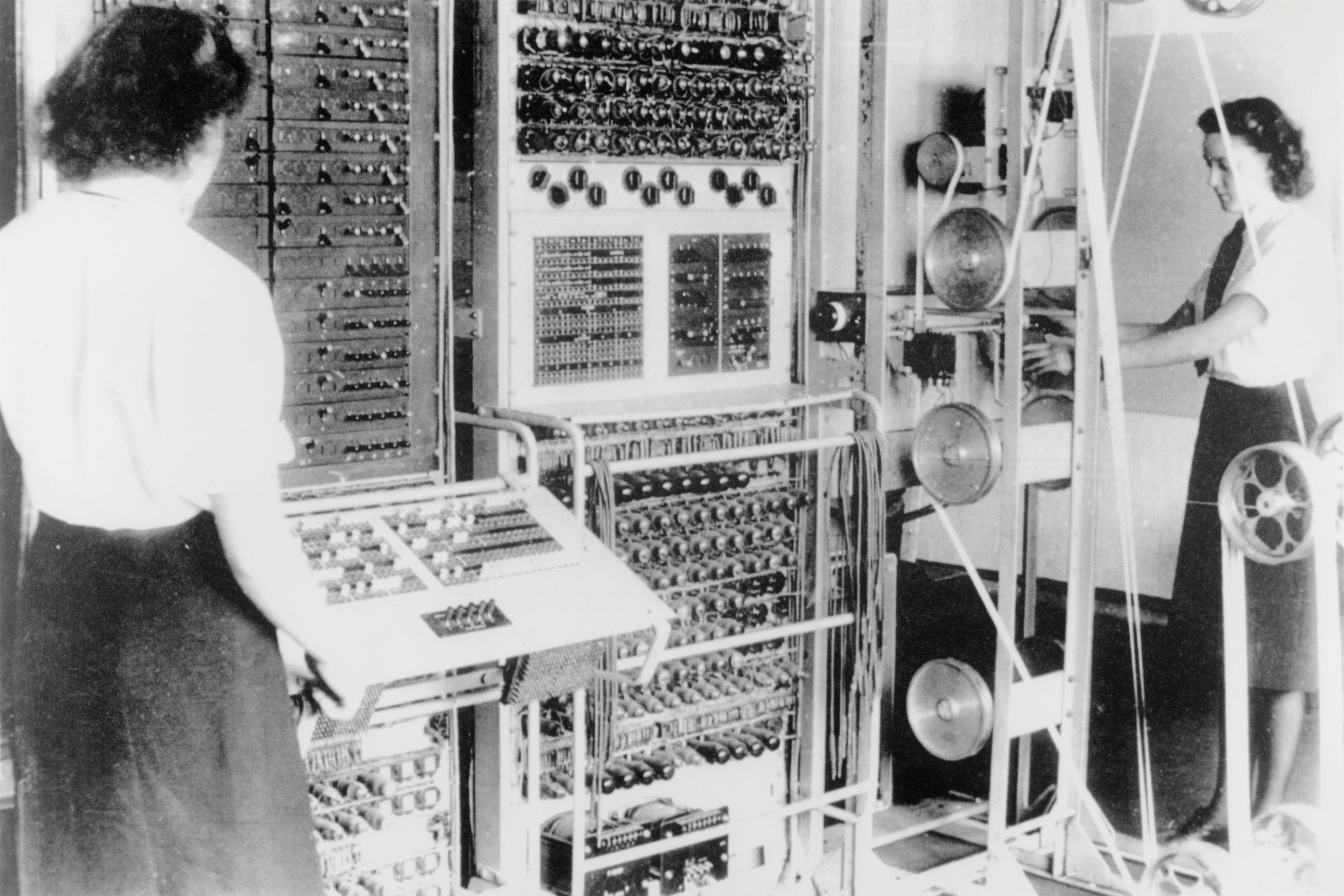
Un dels Deu Colossus Mark II fabricats, amb el seu quadre electrònic i sistema de cintes perforades i dues operadores (1943)

El Colossus va ser el primer dispositiu de còmput totalment electrònic. El Colossus nomes va usar tubs de buit i no tenia relés. Les dades d'entrada anaven per a cinta de paper perforada (paper-tapi) i va ser capaç de fer bifurcacions condicionals. Es van construir nou Mk II Colossus (la Mk I es va convertir a una Mk II fent deu màquines en total). Els detalls de la seva existència, disseny, i ús es van mantenir en secret fins als anys 1970. Es diu que Winston Churchill havia emès personalment una ordre per a la seva destrucció en trossos no més grans que la mà d'un home. A causa d'aquest secret el Colossus no s'ha inclòs en moltes històries de la computació. Una còpia reconstruïda d'una de les màquines Colossus aquesta ara exposada en Bletchley Park.
El treball de preguerra de Turing va exercir una gran influència en la ciència de la computació teòrica, i després de la guerra, va dissenyar, va construir i va programar algunes de les primeres computadores en el Laboratori Nacional de Física i a la Universitat de Manchester. El seu treball de 1936 va incloure una reformulació dels resultats de Kurt Gödel el 1931 així com una descripció de la qual ara és coneguda com la màquina de Turing, un dispositiu purament teòric per formalitzar la noció de l'execució d'algorismes, reemplaça al llenguatge universal, més complicat, de Gödel basat en aritmètica. Les computadores modernes són Turing-integrada (capacitat d'execució d'algorisme equivalent a una màquina de Turing universal), excepte la seva memòria finita. Aquest limitat tipus de Turing-integrats és de vegades vist com una capacitat llindar separant les computadores de propòsit general dels seus predecessors de propòsit especial.
George Stibitz i els seus col·legues en els Laboratoris Bell de la ciutat de Nova York van produir algunes computadores basades en relés a la fi dels anys 1930 i a principis dels anys 1940, però es van preocupar més dels problemes de control del sistema de telèfon, no en computació. Els seus esforços, no obstant això, van anar un clar antecedent per a una altra màquina electromecànica americana.
El Harvard Mark I (oficialment anomenada Automatic Sequence Controlled Calculator) va ser una computadora electro-mecànica de propòsit general construïda amb finançament d'IBM i amb assistència de personal d'IBM sota la direcció del matemàtic Howard Aiken d'Harvard. El seu disseny va ser influenciat per la Màquina Analítica. Va ser una màquina decimal que va utilitzar rodes d'emmagatzematge i interruptors rotatoris a més dels relés electromagnètics.
Es programava mitjançant cinta de paper perforat, i contenia diverses calculadores treballant en paral·lel. Més endavant els models contindrien diversos lectors de cintes de paper i la màquina podia canviar entre lectors basats en una condició. No obstant això,no es considera una màquina Turing-integrada. El desenvolupament va començar el 1939 en els laboratoris d'Endicott d'IBM; la Mark I es va portar a la Universitat Harvard per començar a funcionar al maig de 1944.

## ENIAC

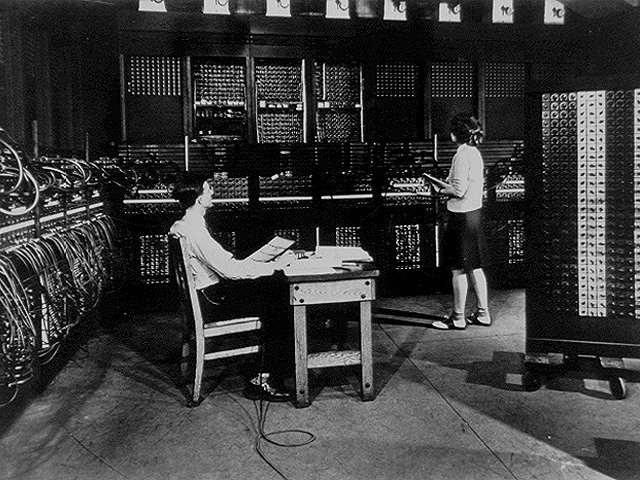
Eniac. Imatge del prototip i equip de treball

El ENIAC (Electronic Numerical Integrator and Computer) construït als Estats Units, sovint anomenada la primera computadora electrònica de propòsit general, públicament va validar l'ús d'elements electrònics per a computació a gran escala. Això va ser crucial per al desenvolupament de la computació moderna, inicialment a causa de l'avantatge de la seva gran velocitat, però bàsicament a causa del potencial per a la miniaturització.
Construïda sota la direcció de John Mauchly i John Presper Eckert, era mil vegades més ràpida que les seves contemporànies. El desenvolupament i construcció de la ENIAC va començar el 1941. Va ser completament operativa vers la fi de l'any 1945. Quan el seu disseny va ser proposat, molts investigadors van creure que les milers de vàlvules delicades (tubs de buit) es cremarien sovint, el que implicaria que seria sovint en reparació. Era, no obstant això, capaç de fer més de 100.000 càlculs simples per segon i això durant unes hores que era el temps entre fallades de les vàlvules.
Per programar-la, no obstant això, s'havia de recablejar, fet pel que alguns diuen que això ni tan sols es pot qualificar com a programació, doncs qualsevol tipus de reconstrucció d'una computadora s'hauria de considerar com a programació. Diversos anys després, va ser possible executar programes emmagatzemats en la memòria de la taula de funció.

Tub de Williams, basat en tecnologia de Vàlvules de Buit i base del tub de raig catòdics. (1947)

 A totes les màquines d'aquesta època els va faltar el que es coneixeria com l'arquitectura d'Eckert-Mauchly: els seus programes no es guardaven al mateix espai de memòria de les dades i així els programes no van poder ser manipulats com a dades.
La primera màquines Eckert-Mauchly va ser la Manchester Baby o Small-Scale Experimental Machine, construïda a la Universitat de Manchester el 1948; aquesta va ser seguida el 1949 per la computadora Manchester Mark I que va funcionar com un sistema complet utilitzant el tub de Williams per a memòria, i també va introduir registres d'índexs. L'altre contendent per al títol «primera computadora digital de programa emmagatzemat» va ser EDSAC, dissenyada i construïda a la Universitat de Cambridge.
Va estar operativa menys d'un any després de la Manchester Baby i era capaç de resoldre problemes matemàtics reals. La EDSAC va ser realment inspirada pels per la EDVAC, el successor de la ENIAC; aquesta idea ja estava llesta quant l'ENIAC va ser totalment operacional. A diferència la ENIAC, que va utilitzar processament paral·lel, la EDVAC va usar una sola unitat de processament. Aquest disseny era més simple i va ser el primer a ser implementat en cada versió obtenint l'èxit de miniaturització, i va incrementar la fiabilitat. Alguns veuen la Manchester Mark I/EDSAC/EDVAC com les "Evas" de les quals gairebé totes les computadores actuals en deriven la seva arquitectura.

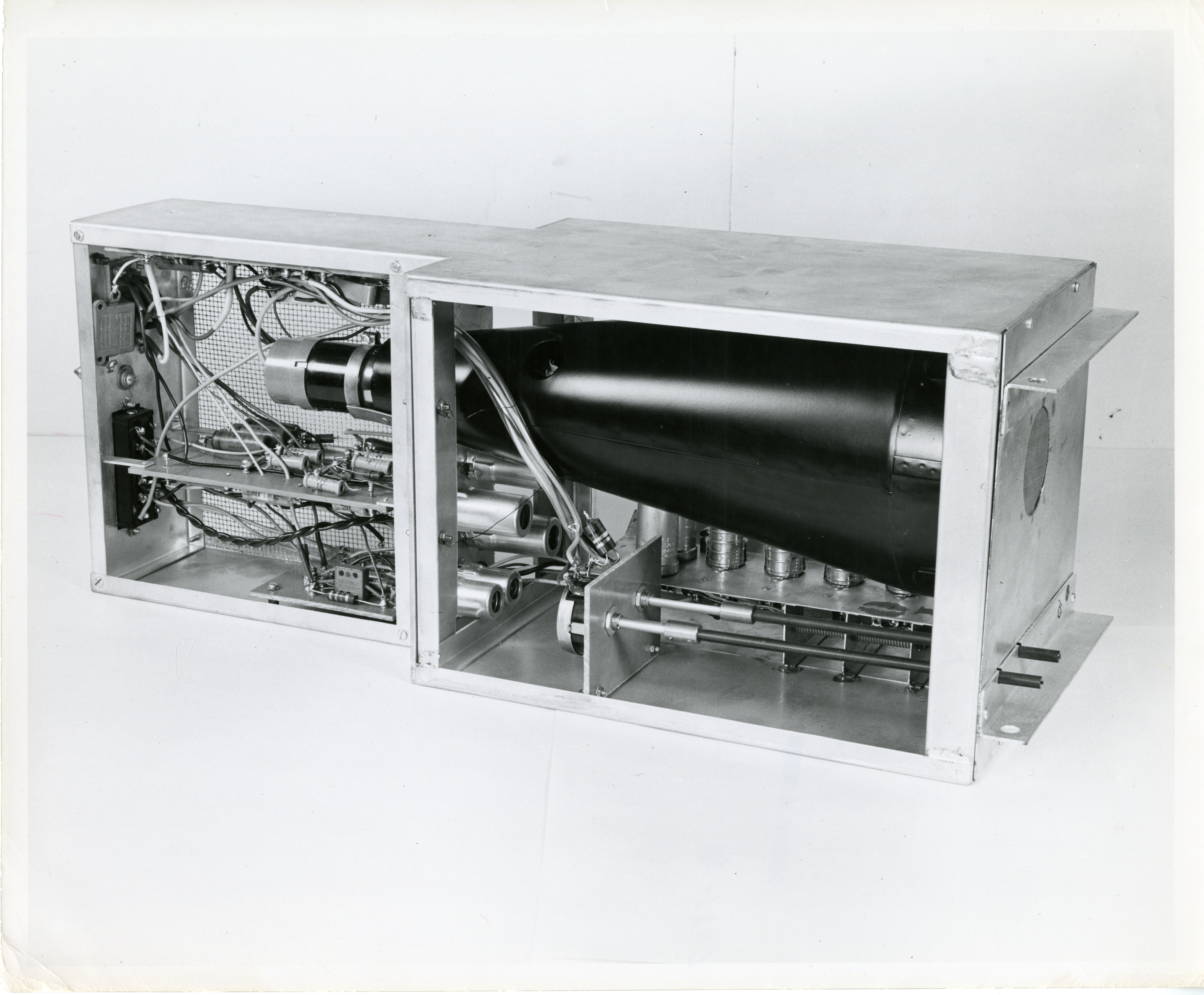
Aplicació de tub de Williams com un dels 37 blocs de memòria en un SWAC (1950)

La primera computadora programable en l'Europa continental va ser creada per un equip de científics sota la direcció de Segrey Alekseevich Lebedev del Institute of Electrotechnology a Kíev, Unió Soviètica (ara Ucraïna). La computadora MESM (Small Electronic Calculating Machine (МЭСМ)) va ser operacional el 1950. Tenia aproximadament 6000 tubs de buit i consumia 25 kW. Podia realitzar aproximadament 3000 operacions per segon.
Al 1950 el NIST (EUA); va desenvolupar una línia de computadores transitòries, mentre desenvolupaven els projectes més grans. Les SWAC van aportar rapidesa i bons resultats fins que van arribar els germans grans del projecte els RAYDAC.
La màquina de la Universitat de Manchester es va convertir en el prototip per la Ferranti Mark I. La primera màquina Ferranti Mark I va ser lliurada a la Universitat al febrer de 1951 i almenys altres nou es van vendre entre 1951 i 1957.

## UNIVAC I
Al juny de 1951, la UNIVAC I [Universal Automatic Computer] es va lliurar a l'Oficina del Cens nord-americà. Encara que fabricada per la Remington Rand, la màquina era erròniament anomenada la "IBM UNIVAC". La Remington Rand eventualment va vendre 46 màquines a més d'un milió de dòlars cadascuna. La UNIVAC va ser la primera computadora "produïda en massa"; totes les predecessores havien estat "una fora de" les unitats de producció (o sia Prototips). Usava 5200 tubs de buit i consumia 125 kW. Va utilitzar una línia de retard de mercuri capaç d'emmagatzemar 1000 paraules d'11 dígits decimals més el senyal (72-bit de paraules) per a memòria. En contrast amb les primeres màquines no va usar un sistema de targetes perforades, sinó una entrada de cinta de metall.
El novembre de 1952, la companyia J. Lyons and Co. (relacionada amb la indústria dels aliments) va desenvolupar la primera computadora d'Anglaterra la LEO (Lyons Electronic Office), aquesta també va ser la primera computadora a resoldre problemes de negocis..